# Leonid Anatoljewitsch Komarow
Leonid Anatoljewitsch Komarow (russisch Леонид Анатольевич Комаров; * 26. Februar 1959 in Lyswa; † 5. August 2011 ebenda) war ein sowjetischer Skispringer.

## Werdegang
Komarow sprang sein erstes internationales Turnier zur Vierschanzentournee 1976/77. Dabei blieb er jedoch erfolglos. Am 27. Februar 1980 bestritt er in St. Moritz sein erstes Weltcup-Springen und belegte auf der Großschanze den 8. Platz. Damit gewann er seine ersten und einzigen Weltcup-Punkte. In seinen weiteren Springen blieb er jedoch weit hinter den Weltcup-Punkterängen zurück. Bei der Nordischen Skiweltmeisterschaft 1982 in Oslo belegte er auf der Normalschanze den 57. Platz. Nachdem er auch nach der Weltmeisterschaft erfolglos geblieben war, beendete er nach der Saison 1982/83 seine aktive Skisprungkarriere.

## Erfolge

### Weltcup-Platzierungen
| Saison  | Platz | Punkte |
| ------- | ----- | ------ |
| 1979/80 | 75.   | 08     |